# Robert S. McMillan (astronom)
Robert S. McMillan, američki astronom s Arizonskog sveučilišta koji vodi projekt Spacewatch. Taj projekt proučava male planete. Otkrio je više nebeskih tijela, među kojima su istaknuti 20000 Varuna i periodični komet 208P/McMillan.
Asteroid 2289 McMillan nosi njegovo ime.

## Vanjske poveznice
- (eng.) Arizonsko sveučilište Osobne stranice